# PCloud
 (février 2025).
Motif : après retrait du publi-reportage, il reste uniquement comme source, le site pro de l'entreprise…
- Archive Wikiwix
- Bing
- Cairn
- DuckDuckGo
- E. Universalis
- Gallica
- Google
- G. Books
- G. News
- G. Scholar
- Persée
- Qwant
- (zh) Baidu
- (ru) Yandex
- (wd) trouver des œuvres sur Wikidata

| 1. | Préciser le motif de la pose du bandeau. | Précisez le motif de la pose du bandeau en utilisant la syntaxe suivante : {{admissibilité à vérifier\|date=juin 2025\|motif=remplacez ce texte par le motif}}              |
| 2. | Informer les utilisateurs concernés.     | Pensez à avertir le créateur de l'article, par exemple, en insérant le code ci-dessous sur sa page de discussion : {{subst:avertissement admissibilité à vérifier\|PCloud}} |

 (octobre 2020).
La mise en forme du texte ne suit pas les recommandations de Wikipédia : il faut le « wikifier ».
Les points d'amélioration suivants sont les cas les plus fréquents :
- Les titres sont pré-formatés par le logiciel. Ils ne sont ni en capitales, ni en gras.
- Le texte ne doit pas être écrit en capitales (les noms de famille non plus), ni en gras, ni en italique, ni en « petit »…
- Le gras n'est utilisé que pour surligner le titre de l'article dans l'introduction, une seule fois.
- L'italique est rarement utilisé : mots en langue étrangère, titres d'œuvres, noms de bateaux, etc.
- Les citations ne sont pas en italique mais en corps de texte normal. Elles sont entourées par des guillemets français : « et ».
- Les listes à puces sont à éviter, des paragraphes rédigés étant largement préférés. Les tableaux sont à réserver à la présentation de données structurées (résultats, etc.).
- Les appels de note de bas de page (petits chiffres en exposant, introduits par l'outil «  Source ») sont à placer entre la fin de phrase et le point final[comme ça].
- Les liens internes (vers d'autres articles de Wikipédia) sont à choisir avec parcimonie. Créez des liens vers des articles approfondissant le sujet. Les termes génériques sans rapport avec le sujet sont à éviter, ainsi que les répétitions de liens vers un même terme.
- Les liens externes sont à placer uniquement dans une section « Liens externes », à la fin de l'article. Ces liens sont à choisir avec parcimonie suivant les règles définies. Si un lien sert de source à l'article, son insertion dans le texte est à faire par les notes de bas de page.
- La présentation des références doit suivre les conventions bibliographiques. Il est recommandé d'utiliser les modèles {{Ouvrage}}, {{Chapitre}}, {{Article}}, {{Lien web}} et/ou {{Bibliographie}}. Le mode d'édition visuel peut mettre en forme automatiquement les références.
- Insérer une infobox (cadre d'informations à droite) n'est pas obligatoire pour parachever la mise en page.

Pour une aide détaillée, merci de consulter Aide:Wikification.
Si vous pensez que ces points ont été résolus, vous pouvez retirer ce bandeau et améliorer la mise en forme d'un autre article.
 (septembre 2023).
pCloud est un service d'hébergement de fichiers (également appelé stockage en nuage, ou stockage en ligne), fondé en Suisse en 2013. Le service est accessible par une interface web ainsi que par des logiciels-clients (fonctionnant sous Windows, MacOS, Linux, Android, et iOS).

## Catalogue produits
pCloud commercialise des systèmes de stockage en ligne à différents tarifs, selon la modalité choisie (gratuit, abonnement ou achat à vie), la taille de l'hébergement, et selon le chiffrement des données.

## Caractéristiques techniques
Le service est accessible grâce à un navigateur Web ou un client multi-système d'exploitation(sous Linux pour x86 et x86_64, MacOS, Microsoft Windows, iOS ainsi que sur Android et webOS). Avec le client, pCloud travaille de manière invisible, copiant les fichiers du disque dur sur le serveur pCloud après chaque modification. On peut aussi augmenter virtuellement la capacité du disque dur de la machine locale.
pCloud permet la synchronisation des fichiers stockés sur différents appareils, et permet d'accéder à une copie des fichiers, le site web permet l’accès à leurs versions successives et à une copie des fichiers détruits.
La version gratuite permet de stocker jusqu'à 10 Go de données, extensibles en passant à la version payante. Le chiffrement des données, option payante pour les formules individuelles, est inclus dans la formule professionnelle.

## Sécurité
La connexion au compte pCloud peut se faire via une authentification à deux facteurs. L'application peut être sécurisée par un code de déverrouillage.
pCloud suit les exigences du Règlement général européen sur la protection des données (RGPD),. Les fournisseurs de centres de données sont certifiés SSAE 18 SOC 2 Type II & SSAE 16 SOC 2 Type II et répondent aux contraintes de sécurité physique et technique. pCloud est certifié ISO 9001:2018 et ISO 27001:2013.
Les fichiers sont protégés, côté serveur, par le chiffrement AES bit-256 et une série de pare-feu. Le protocole de sécurité TLS/SSL est utilisé lors du transfert de fichiers vers et depuis les serveurs.
pCloud Encryption est une couche de protection supplémentaire proposée en option payante. La sécurité des fichiers est assurée par un chiffrement côté client à connaissance zéro. Les fichiers sont alors chiffrés sur l'appareil local de l'utilisateur avant d'être envoyés sur pCloud. La clé de chiffrement du dossier local n'est disponible que pour la personne qui l'a créée. Cela signifie que pCloud et, a fortiori, un agent extérieur, ne peut pas accéder au contenu des fichiers.

## Propriété
La société pCloud AG est créée en 2013 à Baar (dans le canton de Zoug) en Suisse par Tunio Zafer et Anton Titov, mais l'unité de développement est localisée à Sofia en Bulgarie. En 2016, elle y emploie plus de 40 personnes. Elle revendique 20 millions d'utilisateurs en 2024. Les données sont stockées dans des serveurs basés aux États-Unis (Texas) et au Luxembourg.

## Hacking Challenge en 2015
Pour démontrer la fiabilité de pCloud Crypto, la société lance en septembre 2015 un "pCloud Crypto Hacking Challenge", un défi doté de 100 000 $ de prix. Le défi consiste à ouvrir un dossier chiffré et à en fournir le contenu décrypté. Le Challenge dure 6 mois, et attire plus de 2 860 participants, y compris des diplômés d'universités telles que Berkeley, l'Université de Boston, le MIT… Aucune tentative n'est couronnée de succès.

### Services commerciaux équivalents
- Box.net
- hubiC
- Cryptobox
- Oodrive
- OwnCloud
- Nextcloud
- Pydio
- Ubuntu One
- Google Drive
- Tresorit
- OneDrive
- Dropbox
- Smash (service de transfert de fichiers)
- kDrive